# Snæfellsjökull
Snæfellsjökull là một ngọn núi lửa dạng tầng có sông băng 700.000 năm tuổi nằm ở phía tây Iceland.